# Desislava Angelova
Desislava Angelova (in bulgaro Десислава Ангелова?; Blagoevgrad, 2 settembre 1969) è un'ex cestista bulgara.

## Carriera
Con la Bulgaria ha disputato i Campionati europei del 1991.